# Заболонник дубовый
Заболонник дубовый (лат. Scolytus intricatus) — вид жуков-долгоносиков из подсемейства короедов. Распространён на всей территории Европы, в Европейской части России, на Кавказе.
Длина тела взрослых насекомых 2,5—4 мм. Тело широкое, короткоовальное, тёмно-бурое, иногда почти чёрное, с красно-бурыми надкрыльями, ногами, передним краем, а иногда и серединой переднеспинки. Усики и лапки жёлтые.
Обитают в местностях, где произрастают дубы — в местностях с боровой почвой, на пойменных дубравах, может встречаться и в лесах, в которых не произрастают дубы. В массе развиваются на различных видах дубов, но также и других деревьях — граб обыкновенный, берёза повислая, ива, бук европейский, бук восточный, Castanea vesca, конский каштан обыкновенный, Ulmus campestris, Ulmus effusa, тополь белый, осина, хмелеграб обыкновенный, дзельква городчатая. Заселяют в основном молодые деревья, диаметром ствола 17—19 см, реже старые, ослабленные, ещё реже зрелые, здоровые деревья.